# Субботин, Андрей Измайлович
Андре́й Изма́йлович Суббо́тин (16 февраля 1945, Киров, РСФСР, СССР — 14 октября 1997, Екатеринбург, Россия) — советский и российский математик, педагог, академик РАН (1997). Лауреат Ленинской премии (1976).

## Биография
Родился 16 февраля 1945 года в городе Кирове в семье военнослужащего.
Окончил математико-механический факультет Уральского университета по специальности «механика» (1967). В 1969 году защитил кандидатскую диссертацию «Задачи о встрече и уклонении в дифференциальных играх».
С 1969 года работал в Институте математики и механики УрО АН СССР-РАН, ставшим основным местом его работы, заведовал Отделом динамических систем (с 1977 г. по 1997 г.). Профессор УрГУ (с 1992 г.).
Уже в 1973 году защитил докторскую диссертацию «Экстремальные стратегии в дифференциальных играх». Диссертация содержит основные результаты, полученные А. И. Субботиным в рамках экстремального подхода. В ней рассмотрены различные игровые задачи динамики, для которых доказана теорема об альтернативе.
В 1973 году он становится лауреатом Золотой медали АН СССР для молодых учёных. В 1974 году Субботин был приглашённым лектором на Международном конгрессе математиков (Ванкувер, Канада).
Член-корреспондент РАН c 07.12.1991 — Секция математики, механики, информатики (процессы управления), академик РАН c 29.05.1997 — Отделение проблем машиностроения, механики и процессов управления (механика процессы управления).
Скончался 14 октября 1997 года. Похоронен на Широкореченском кладбище в Екатеринбурге.
Был женат на математике Н. Н. Субботиной (род. 1946); сын Измаил.

## Научная деятельность
Объект исследований А. И. Субботина — проблемы позиционного управления с гарантированным результатом. Он внёс большой вклад в разработку формализации и конструктивных методов теории дифференциальных игр. Результаты этого направления получены в научной школе академика Н. Н. Красовского. Наиболее существенные результаты исследований Н. Н. Красовского и А. И. Субботина составили монографию «Позиционные дифференциальные игры», опубликованную в 1974 году. В монографии было дано подробное изложение концепции позиционных дифференциальных игр, предложенной Н. Н. Красовским, в частности — экстремального подхода. Монография стала важной вехой в развитии математической теории управления; задачи и проблемы, сформулированные в ней, стимулировали поиск новых конструкций и путей решения игровых задач управления. Впоследствии существенно переработанный и дополненный новыми результатами вариант «Game-theoretical control problems» (1988) монографии был издан за рубежом.
В последние годы А. И. Субботин разрабатывал теорию обобщённых (минимаксных) решений уравнений Гамильтона-Якоби и её приложений к задачам динамической оптимизации.

### Основные публикации
- Позиционные дифференциальные игры. — М.: Наука, 1974 (в соавторстве с Н. Н. Красовским);
- Оптимизация гарантии в задачах управления. — М.: Наука, 1981 (в соавторстве с А. Г. Ченцовым);
- Game-Theoretical Control Problems. — N.Y., Springer-Verlag, 1988 (в соавторстве с Н. Н. Красовским);
- Минимаксные неравенства и уравнения Гамильтона-Якоби. — М.: Наука, 1991.
- Generalized Solutions of First Order PDEs. The Dynamical Optimization Perspective. — Birkhäuser, Boston, 1995.
- Обобщённые решения уравнений в частных производных первого порядка. Перспективы динамической оптимизации. — Москва, Ижевск: Институт компьютерных исследований, 2003.

Является автором и соавтором около 100 научных статей.

## Признание
Лауреат Ленинской премии (1976; совместно с Н. Н. Красовским, А. Б. Куржанским и Ю. С. Осиповым) — за цикл работ по математической теории управляемых систем.